# Батумский троллейбус
Батумский троллейбус (груз. ბათუმის ტროლეიბუსი) — закрытая троллейбусная система в грузинском городе Батуми, действовавшая с 1978 года по 2005 год.

## История
Троллейбусное движение в Батуми было открыто 6 ноября 1978 года. В 1992 году в городе было три маршрута протяженностью 41 километр. Городской маршрут № 3 был отменён в 1993 году. Маршрут № 1 был отменен в 2002 году. Маршрут № 2 между центром Батуми и поселком Хелвачаури был отменен в 2005 году, при этом он ни разу не менял свою трассу.

## Маршруты

### 06.11.1978 — 1980
- Маршрут № 2. Тбилисская площадь — посёлок Хелвачаури

### 1980—1986
- Маршрут № 1 Леонидзе — село Махинджаури
- Маршрут № 2 Тбилисская площадь — посёлок Хелвачаури

### 1986—1991
- Маршрут № 1а. Детская больница — село Махинджаури
- Маршрут № 2. Тбилисская площадь — посёлок Хелвачаури

### 1991—1993
- Маршрут № 1. Морской вокзал — село Махинджаури
- Маршрут № 2. Тбилисская площадь — посёлок Хелвачаури
- Маршрут № 3. Тбилисская площадь — Леонидзе

### 1993—1994
- Маршрут № 1. Морской вокзал — село Махинджаури
- Маршрут № 2. Тбилисская площадь — посёлок Хелвачаури

### 1994—2002
- Маршрут № 1. Центральный универмаг — село Махинджаури
- Маршрут № 2. Тбилисская площадь — посёлок Хелвачаури

### 2002—2005
- Маршрут № 2. Тбилисская площадь — посёлок Хелвачаури

## Подвижной состав
В городе эксплуатировались следующие типы подвижного состава:
- Škoda 9Tr (16 шт.)
- Škoda 14Tr (2 шт.)
- ЗиУ-682 (около 60 шт.)